# Acktjärnen (Gustafs socken, Dalarna)
Acktjärnen är en sjö i Säters kommun i Dalarna och ingår i Dalälvens huvudavrinningsområde.